# Cynthia
Cintia o Cynthia, también Cynthya, Cinthya y Cinthia, en griego, es un nombre de pila femenino, cuyo origen se remonta a la Antigua Grecia y su mitología. Proviene del griego Κυνθία (Kynthía), y significa "relacionado con el monte Cinto", haciendo referencia al monte cinto en Delos, uno de los lugares más sagrados de la mitología griega, cerca de la isla de nacimiento de Hécate. Su significado es «Del monte Kynthos, diosa de la luna»; este epíteto se aplicaba a la diosa de la luna Artemisa, de la que se decía había nacido en aquel monte. El origen de la palabra «kynthos». 
El poeta latino Sexto Propercio, en su composición poética, llama Cintia a su amante,la cual era liberta o cortesana según se presume.[cita requerida]
Se dice que Walter Raleigh, sanguinario pirata a quien Elizabeth —soberana conocida como la Reina Virgen— ennobleció otorgándole el tramiento de Sir, colmó de elogios a la que decía amar en poesías amorosas que le dedicaba bajo el apodo de Cintia.
El humanista del Renacimiento del siglo XV, Eneas Silvio Bartolomeo Piccolomini, mejor conocido a partir de 1458 como el papa Pío II, escribió una colección de poemas conocida como Cintia formada por veintitrés composiciones de tono erótico destinadas a Angela Acherisi, de quien Eneas se había enamorado durante sus años en la Universidad de Siena. Censurada tras su ascenso al pontificado y conservadas en un único manuscrito, vieron la luz de nuevo a finales del siglo XIX.

## Variaciones en otros idiomas
Algunas variaciones de Cynthia son: inglés y francés: Cynthia; catalán: Cinthya; español: Cintia, Cinthia; italiano: Cinzia; apócope: Cindy, Cyn.